# Franco Preparata
Franco P. Preparata (né en 1935) est un informaticien italien, professeur émérite An Wang (en) d'informatique à l'université Brown.

## Formation et carrière
Preparata est né en Italie en décembre 1935. Il obtient un doctorat de l'Université de Rome, en Italie, en 1959. Après un post-doctorat au CNR et plusieurs années de travail dans l'industrie, il rejoint la faculté de l'université de l'Illinois à Urbana-Champaign en 1965, où il atteint le rang de professeur en 1970. Il reste à l'UIUC pendant de nombreuses années, conseillant 16 doctorants. étudiants là-bas. Il reçoit sa Libera Docenza italienne en 1969. En 1991, Preparata déménage de l'Illinois à l'Université Brown où il reste actif dans la recherche, l'enseignement et le conseil aux étudiants jusqu'à sa retraite fin 2013. Il est l'auteur (ou co-auteur) de trois livres et de près de 250 articles. En 1997, l'Université de Padoue décerne à Preparata un doctorat honorifique en ingénierie de l'information. Preparata est IEEE Fellow (1978), ACM Fellow (1993) et il est membre de la Japan Society for the Advancement of Science.

## Travaux
Il est surtout connu pour son livre de 1985 "Computational Geometry: An Introduction" dans lequel il mélange des parties saillantes de la thèse de doctorat de Michael Ian Shamos (en) (Shamos apparaît comme co-auteur du livre). Ce livre, qui représente un instantané des disciplines à partir de 1985, est pendant de nombreuses années le manuel standard dans le domaine et il est traduit en quatre langues étrangères (russe, japonais, chinois et polonais). Il apporte plusieurs contributions à la géométrie computationnelle, la plus récente étant la notion de "degré algorithmique" en tant que caractéristique clé pour contrôler les implémentations robustes d'algorithmes géométriques.
En outre, Preparata a travaillé dans de nombreux autres domaines de l'informatique ou étroitement liés à celle-ci.
Ses premiers travaux portent sur la théorie du codage, où il contribue (indépendamment et simultanément) aux codes Berlekamp-Preparata (codes de convolution optimaux pour la correction d'erreurs en rafale) et aux codes Preparata, la première classe systématique connue de codes binaires non linéaires, avec un contenu d'information plus élevé. que les codes BCH linéaires correspondants de même longueur. Trente ans plus tard, ces codes se sont avérés pertinents pour la théorie du codage quantique.
En 1967, il contribue de manière substantielle à un modèle de diagnostic de panne au niveau du système, connu aujourd'hui sous le nom de modèle PMC (Preparata-Metze-Chien), qui est un problème majeur dans la conception de systèmes de traitement hautement fiables. Ce modèle fait encore aujourd'hui l'objet d'intenses recherches (comme l'atteste la littérature).
Au fil des ans, il est également actif dans la recherche sur le calcul parallèle et la théorie VLSI. Son article de 1979 (avec Jean Vuillemin (en)), toujours très cité, présente les cycles connectés au cube (CCC), une architecture parallèle qui émule de manière optimale l'interconnexion hypercube. Cette interconnexion se reflète étroitement dans l'architecture du CM2 de Thinking Machines Inc., le premier système massivement parallèle de l'ère VLSI. Son article de 1991 avec Zhou et Kang sur les retards d'interconnexion dans VLSI reçoit le "Darlington Best Paper Award" de 1993 par l'IEEE Circuits and Systems Society. À la fin des années 90, (en collaboration avec G. Bilardi) il se confronte au problème des limitations physiques (espace et vitesse) du calcul parallèle, et formule la conclusion que les connexions maillées sont finalement les seules architectures massivement parallèles évolutives.
Plus récemment, ses recherches portent sur la biologie computationnelle. Entre autres résultats, il contribue (avec Eli Upfal) à une nouvelle approche du séquençage de l'ADN par hybridation, atteignant des longueurs de séquençage qui sont le carré de ce qui était connu auparavant, ce qui attire une couverture médiatique.
Le caractère fédérateur de ces résultats dans divers domaines de recherche est l'approche méthodologique, basée sur la construction de modèles mathématiques précis et l'utilisation de techniques mathématiques sophistiquées.